# Carey Mulligan
Carey Hannah Mulligan (n. 28 mai 1985) este o actriță engleză. A debutat în teatru în 2004, în piesa Forty Winks a lui Kevin Elyot din 2004. În film a debutat în filmul Mândrie și prejudecată din 2005, în care a jucat rolul lui Kitty Bennet. În 2007, ea a jucat in filmele de televiziune „My Boy Jack” (BBC) și „Northanger Abbey”. În 2008 a debutat pe Broadway în piesa Pescărușul de Cehov, iar în 2014 a jucat în piesa Skylight, pentru care a fost nominalizată la Premiul Tony pentru cea mai bună actriță.
Pentru rolul său, Jenny, din An Education din 2009, a fost nominalizată la Premiul Oscar pentru Cea mai bună actriță și a câștigat Premiul BAFTA pentru cea mai bună actriță într-un rol principal. Printre alte producții cunoscute în care a mai jucat se numără Never Let Me Go (2010), Drive (2011), Shame (2011), Marele Gatsby (2013),  Inside Llewyn Davis (2013), Far from the Madding Crowd (2015) și Suffragette (2015).
Este ambasadoare a Alzheimer's Society și a organizației caritabile War Child. În 2012 s-a căsătorit cu muzicianul britanic Marcus Mumford, cu care are o fiică.

## Primii ani
Mulligan s-a născut la Westminster, Londra, într-o familie din clasa de mijloc, fiică a lui Nano (născută Booth) și Stephen Mulligan. Tatăl ei are origini irlandeze și provine din Liverpool. Mama sa este din Llandeilo, Țara Galilor. Are un frate mai bătrân, Owain, fost căpitan în Armata Britanică, care a luptat în Irak și Afghanistan. Mama lui Mulligan este lector universitar, iar tatăl său este manager de hotel. Părinții săi s-au întâlnit atunci când lucrau împreună la același hotel, ei având în jur de douăzeci de ani. La vârsta de trei ani, familia sa s-a mutat în Germania din cauză că tatăl său a fost angajat acolo ca să conducă un hotel. Mulligan și fratele ei au urmat cursurile Școlii Internaționale Düsseldorf. S-a întors în Anglia împreună cu familia la vârsta de opt ani. Ca adolescentă a urmat cursurile Woldingham School din Surrey.
Interesul său în actorie a fost stârnit de fratele său, pe care l-a urmărit în timpul piesei de teatru școlare, The King and I, pe când avea șase ani. În timpul repetițiilor, ea le-a cerut profesorilor să o lase să joace în piesă. Au lăsat-o să se alăture corului. În timp ce urma cursurile Woldingham School, ea a fost conducătoarea departamentului de teatru, în cadrul căruia a jucat în mai multe piese de teatru și musicaluri și a ajutat la punerea în scenă a mai multor producții alături de alți tineri elevi. Pe când avea 16 ani, Mulligan a urmărit piesa de teatru  Henric al V-lea avându-l în rol principal pe Kenneth Branagh. Jocul său actoricesc a încurajat-o și a convins-o să urmeze o carieră de actriță. Mulligan i-a trimis o scrisoare lui Branagh cerându-i sfaturi. „I-am explicat că părinții mei nu doreau ca eu să mă fac actriță, dar am simțit că acesta este scopul meu în viață”. Sora lui Kenneth Branagh i-a răspuns „Kenneth îți transmite că, dacă simți o nevoie puternică pentru a fi o actriță, atunci înseamnă că ești deja una.
Părinții lui Carey Mulligan nu au fost de acord cu dorința ei de a se face actriță, dorindu-și ca ea să urmeze o universitate precum a făcut fratele său. La vârsta de 17 ani, Mulligan a aplicat la trei școli de actorie din Londra, în locul universităților la care se aștepta să aplice, dar din partea cărora nu a primit nici o ofertă. În timpul ultimului an la Școala Woldingham, actorul și scenaristul Julian Fellowes.

## Cariera
În 2004, la vârsta de 19 ani, Mulligan și-a început cariera de actriță de teatru în piesa Forty Winks la Royal Court Theatre din Londra. În 2005 a debutat pe marele ecran cu rolul lui Kitty Bennet din filmul Mândrie și Prejudecată, o adaptare a romanului cu același nume scris de Jane Austen. Tot în 2005 a obținut rolul orfanei Ada Clare din serialul BBC Casa umbrelor, câștigător a trei premii BAFTA. În 2007 a jucat în Băiatul meu Jack alături de Daniel Radcliffe în rolul lui Elsie, fiica scriitorului Rudyard Kipling, care se opunea vehement trimiterii fratelui la război. Pentru rolul lui Sally Sparrow din episodul Blink al serialului Doctor Who, Mulligan a primit un Premiu Constellation.

## Filmografie
| An            | Titlu                                           | Rol                       | Note                       | Ref.   |
| ------------- | ----------------------------------------------- | ------------------------- | -------------------------- | ------ |
| 2005          | Mândrie și prejudecatăe                         | Kitty Bennet              |                            |        |
| 2005          | Casa umbrelor                                   | Ada Clare                 | miniserial TV; 15 episoade |        |
| 2006          | The Amazing Mrs Pritchard                       | Emily Pritchard           | serial TV; 6 episoade      |        |
| 2006          | Agatha Christie's Marple: The Sittaford Mystery | Violet Willett            | Film de televiziune        |        |
| 2006          | Trial & Retribution X: Sins of the Father       | Emily Harrogate           | serial TV; 2 episoade      |        |
| 2007          | And When Did You Last See Your Father?          | Rachel                    |                            |        |
| 2007          | Waking the Dead                                 | Sister Bridgid            | serial TV; 2 episoade      |        |
| 2007          | Mănăstirea Northanger                           | Isabella Thorpe           | Film de televiziune        |        |
| 2007          | My Boy Jack                                     | Elsie Kipling             | Film de televiziune        |        |
| 2007          | Doctor Who                                      | Sally Sparrow             | serial TV; episod: "Blink" |        |
| 2009          | The Greatest                                    | Rose                      |                            |        |
| 2009          | Brothers                                        | Cassie Willis             |                            |        |
| 2009          | Inamicii publici                                | Carole                    |                            |        |
| 2009          | O lecție de viață                               | Jenny Mellor              |                            |        |
| 2010          | Never Let Me Go                                 | Kathy H                   |                            |        |
| 2010          | Wall Street: Money Never Sleeps                 | Winnie Gekko              |                            |        |
| 2011          | Drive                                           | Irene                     |                            |        |
| 2011          | Shame                                           | Sissy Sullivan            |                            |        |
| 2013          | Marele Gatsby                                   | Daisy Buchanan            |                            |        |
| 2013          | Inside Llewyn Davis                             | Jean Berkey               |                            |        |
| 2014          | The Spoils of Babylon                           | Lady Anne York (voce)     | miniserial TV; 2 episoade  |        |
| 2015          | Far from the Madding Crowd                      | Bathsheba Everdene        |                            |        |
| 2015          | Suffragette                                     | Maud                      |                            |        |
| 2017          | Mudbound                                        | Laura McAllan             |                            | [ 24 ] |
| 2018          | Wildlife                                        | Jeanette Brinson          |                            | [ 25 ] |
| 2020          | Promising Young Woman                           | Cassandra "Cassie" Thomas | Producător executiv        | [ 26 ] |
| 2020          | A Christmas Carol                               | Belle (voice)             |                            | [ 27 ] |
| 2021          | The Dig                                         | Edith Pretty              |                            | [ 28 ] |
| 2022          | She Said                                        | Megan Twohey              |                            | [ 29 ] |
| 2023          | Spaceman                                        | Lenka                     | În post-producție          | [ 30 ] |
| 2023          | Maestro                                         | Felicia Montealegre       | În post-producție          | [ 31 ] |
| 2023          | Wildwood                                        | (voce)                    | Se filmează                | [ 32 ] |
| Va fi anunțat | Saltburn                                        |                           | Post-producție             | [ 33 ] |

## Teatru
| An      | Titlu                  | Rol         | Note                                  |
| ------- | ---------------------- | ----------- | ------------------------------------- |
| 2004    | Forty Winks            | Hermia      | Royal Court Theatre                   |
| 2005–06 | The Hypochondriac      | Angelique   | Almeida Theatre                       |
| 2007    | The Seagull            | Nina        | Royal Court Theatre                   |
| 2008    | The Seagull            | Nina        | Broadway Walter Kerr Theatre          |
| 2011    | Through a Glass Darkly | Karin       | Off-Broadway Atlantic Theatre Company |
| 2014    | Skylight               | Kyra Hollis | Wyndham's Theatre                     |
| 2015    | Skylight               | Kyra Hollis | Broadway Golden Theatre               |

## Discografie
| An   | Titlu                                | Note                                                                         |
| ---- | ------------------------------------ | ---------------------------------------------------------------------------- |
| 2010 | Belle and Sebastian Write About Love | Vocal în piesa "Write About Love"                                            |
| 2013 | Inside Llewyn Davis (soundtrack)     | A interpretat piesa "Five Hundred Miles" cu Justin Timberlake și Stark Sands |
| 2015 | Far from the Madding Crowd           | A interpretat piesa "Let No Man Steal Your Thyme" cu Michael Sheen           |

## Legături externe
- en Carey Mulligan la Internet Broadway Database
- Carey Mulligan la Internet Movie Database
- Carey Mulligan — știri și comentarii colectate la The Guardian